# تپه روستای شیخ
تپه روستای شیخ مربوط به عصر آهن دو -قرن ۴ و ۵ ه.ق است و در شهرستان سنقر، بخش کلیائی، روستای ده شیخ واقع شده و این اثر در تاریخ ۱۱ مرداد ۱۳۸۴ با شمارهٔ ثبت ۱۲۵۲۴ به‌عنوان یکی از آثار ملی ایران به ثبت رسیده است.